# Armadilloniscus holmesi
Armadilloniscus holmesi là một loài chân đều trong họ Detonidae. Loài này được Arcangeli miêu tả khoa học năm 1933.